# Kocewka
Kocewka – przysiółek wsi Sipiory w Polsce położony w województwie kujawsko-pomorskim, w powiecie nakielskim, w gminie Kcynia.
Do 31.12.2008 roku Kocewka posiadała status wsi.
W latach 1975–1998 Kocewka administracyjnie należała do województwa bydgoskiego.